# William Alexander, I conte di Stirling
William Alexander (Menstrie, 1567 circa – Clackmannanshire, 12 febbraio 1640) è stato uno scrittore e colonizzatore scozzese.

## Biografia
Fu il primo Earl of Stirling. Figlio di Alexander Alexander e Marion, la figlia di Allan Couttie.
Il primo insediamento scozzese documentato nelle Americhe fu nel 1621 in Nuova Scozia. Il 29 settembre 1621, la carta per la fondazione di una nuova colonia fu rilasciata dal re Giacomo VI di Scozia a William Alexander.
Inoltre ha scritto alcune tragedie di stampo classico, esse nel corso dei tempi sono state pubblicate in varie edizioni (1604, 1607, 1616, 1637). La CCGS Sir William Alexander è stata chiamata in tal modo in suo onore.
È l'antenato di Jane Alexander.

## Opere
Nel poema di Sir William Alexander Doomes-Day, or the great Day of Lords Judgement, pubblicato nel 1614, Mario Praz colse l’influenza «corruttrice» di Machiavelli, descritta nel modo seguente: «il Fiorentino reso celebre da queste arti ne ha corrotti moltissimi fino in tempi recenti, sicché la sottigliezza è venuta a tal credito, che la falsità [falshood] (quando è chiamata policy) è elogiata».